# Serie A 1977/78
De Serie A 1977/78 was het 75ste voetbalkampioenschap (scudetto) in Italië en het 47ste seizoen van de Serie A. Titelverdediger Juventus werd kampioen.

## Eindstand
|     | Team              | Ptn | Wed | W  | G  | V  | DV | DT | Opmerking |
| --- | ----------------- | --- | --- | -- | -- | -- | -- | -- | --------- |
| 1.  | Juventus FC       | 44  | 30  | 15 | 14 | 1  | 46 | 17 | EC I      |
| 2.  | Lanerossi Vicenza | 39  | 30  | 14 | 11 | 5  | 50 | 34 | UEFA Cup  |
| 2.  | Torino Calcio     | 39  | 30  | 14 | 11 | 5  | 36 | 23 | UEFA Cup  |
| 4.  | AC Milan          | 37  | 30  | 12 | 13 | 5  | 38 | 25 | UEFA Cup  |
| 5.  | Internazionale    | 36  | 30  | 13 | 10 | 7  | 35 | 24 | EC II     |
| 6.  | SSC Napoli        | 30  | 30  | 8  | 14 | 8  | 35 | 31 | UEFA Cup  |
| 6.  | AC Perugia        | 30  | 30  | 10 | 10 | 10 | 36 | 35 |           |
| 8.  | AS Roma           | 28  | 30  | 8  | 12 | 10 | 35 | 40 |           |
| 9.  | Atalanta Bergamo  | 27  | 30  | 6  | 15 | 9  | 28 | 32 |           |
| 10. | Hellas Verona     | 26  | 30  | 6  | 14 | 10 | 25 | 30 |           |
| 10. | Lazio Roma        | 26  | 30  | 8  | 10 | 12 | 31 | 38 |           |
| 10. | Bologna           | 26  | 30  | 7  | 12 | 11 | 21 | 32 |           |
| 13. | AC Fiorentina     | 25  | 30  | 7  | 11 | 12 | 28 | 37 |           |
| 13. | Genoa CFC         | 25  | 30  | 5  | 15 | 10 | 23 | 33 | Serie B   |
| 13. | US Foggia         | 25  | 30  | 8  | 9  | 13 | 28 | 43 | Serie B   |
| 16. | Pescara Calcio    | 17  | 30  | 4  | 9  | 17 | 21 | 44 | Serie B   |

## Statistieken

### Scheidsrechters
| Naam            | Geboren    | Debuut     | Duels | Kreeg geel | Kreeg voor de tweede keer geel en dus rood | Weggestuurd | Pen. |
| --------------- | ---------- | ---------- | ----- | ---------- | ------------------------------------------ | ----------- | ---- |
| Enzo Barbaresco | 24.04.1937 | 03.12.1967 | 8     | ?          | ?                                          | ?           | 2    |

### Juventus
Bijgaand een overzicht van de spelers van Juventus, die in het seizoen 1977/78 onder leiding van trainer-coach Giovanni Trapattoni voor de achttiende keer in de clubgeschiedenis kampioen van Italië werden en zo de titel prolongeerden.
| Naam                    | Min.  | Duels | B  | Werd in het veld gebracht | Werd van het veld gehaald | Goal | Kreeg geel | Kreeg voor de tweede keer geel en dus rood | Weggestuurd |
| ----------------------- | ----- | ----- | -- | ------------------------- | ------------------------- | ---- | ---------- | ------------------------------------------ | ----------- |
| Dino Zoff               | 2700' | 30    | 30 | 0                         | 0                         | 0    | ?          | ?                                          | ?           |
| Antonello Cuccureddu    | 2684' | 30    | 30 | 0                         | 1                         | 2    | ?          | ?                                          | ?           |
| Roberto Bettega         | 2678' | 30    | 30 | 0                         | 2                         | 11   | ?          | ?                                          | ?           |
| Franco Causio           | 2613' | 30    | 30 | 0                         | 3                         | 3    | ?          | ?                                          | ?           |
| Gaetano Scirea          | 2566' | 29    | 29 | 0                         | 1                         | 0    | ?          | ?                                          | ?           |
| Claudio Gentile         | 2468' | 28    | 28 | 0                         | 2                         | 3    | ?          | ?                                          | ?           |
| Romeo Benetti           | 2415' | 27    | 27 | 0                         | 1                         | 5    | ?          | ?                                          | ?           |
| Giuseppe Furino         | 2252' | 27    | 26 | 1                         | 2                         | 0    | ?          | ?                                          | ?           |
| Francesco Morini        | 2296' | 26    | 26 | 0                         | 1                         | 0    | ?          | ?                                          | ?           |
| Marco Tardelli          | 2291' | 26    | 26 | 0                         | 1                         | 4    | ?          | ?                                          | ?           |
| Roberto Boninsegna      | 1718' | 21    | 19 | 2                         | 3                         | 10   | ?          | ?                                          | ?           |
| Antonio Cabrini         | 977'  | 15    | 8  | 7                         | 0                         | 0    | ?          | ?                                          | ?           |
| Pietro Fanna            | 791'  | 13    | 9  | 4                         | 3                         | 2    | ?          | ?                                          | ?           |
| Pietro Paolo Virdis     | 673'  | 10    | 6  | 4                         | 0                         | 1    | ?          | ?                                          | ?           |
| Luciano Spinosi         | 450'  | 5     | 5  | 0                         | 0                         | 0    | ?          | ?                                          | ?           |
| Vinicio Verza           | 128'  | 4     | 1  | 3                         | 1                         | 1    | ?          | ?                                          | ?           |
|                         |       |       |    |                           |                           |      |            |                                            |             |
| Giancarlo Alessandrelli | 0     | 0     | 0  | 0                         | 0                         | 0    | 0          | 0                                          | 0           |
| Marco Bozzi             | 0     | 0     | 0  | 0                         | 0                         | 0    | 0          | 0                                          | 0           |
| Lorenzo Cascella        | 0     | 0     | 0  | 0                         | 0                         | 0    | 0          | 0                                          | 0           |
| Fabio Francisca         | 0     | 0     | 0  | 0                         | 0                         | 0    | 0          | 0                                          | 0           |
| Antonio Geissa          | 0     | 0     | 0  | 0                         | 0                         | 0    | 0          | 0                                          | 0           |
| Lorenzo Gramaglia       | 0     | 0     | 0  | 0                         | 0                         | 0    | 0          | 0                                          | 0           |
| Amilcare Magnani        | 0     | 0     | 0  | 0                         | 0                         | 0    | 0          | 0                                          | 0           |
| Mariano Marchetti       | 0     | 0     | 0  | 0                         | 0                         | 0    | 0          | 0                                          | 0           |
| Maurizio Schincaglia    | 0     | 0     | 0  | 0                         | 0                         | 0    | 0          | 0                                          | 0           |
| Massimo Tolfo           | 0     | 0     | 0  | 0                         | 0                         | 0    | 0          | 0                                          | 0           |

Scudetto:
1898 ·
1899 ·
1900 ·
1901 ·
1902 ·
1903 ·
1904 ·
1905 ·
1906 ·
1907 ·
1908 ·
1909 ·
1909/10 ·
1910/11 ·
1911/12 ·
1912/13 ·
1913/14 ·
1914/15 ·
1915/16 · 1916/17 · 1917/18 · 1918/19 · 
1919/20 ·
1920/21 ·
1921/22 ·
1922/23 ·
1923/24 ·
1924/25 ·
1925/26 ·
1926/27 ·
1927/28 ·
1928/29

Serie A:
1929/30 ·
1930/31 ·
1931/32 ·
1932/33 ·
1933/34 ·
1934/35 ·
1935/36 ·
1936/37 ·
1937/38 ·
1938/39 ·
1939/40 ·
1940/41 ·
1941/42 ·
1942/43 ·
1944/45 ·
1945/46 ·
1946/47 ·
1947/48 ·
1948/49 ·
1949/50 ·
1950/51 ·
1951/52 ·
1952/53 ·
1953/54 ·
1954/55 ·
1955/56 ·
1956/57 ·
1957/58 ·
1958/59 ·
1959/60 ·
1960/61 ·
1961/62 ·
1962/63 ·
1963/64 ·
1964/65 ·
1965/66 ·
1966/67 ·
1967/68 ·
1968/69 ·
1969/70 ·
1970/71 ·
1971/72 ·
1972/73 ·
1973/74 ·
1974/75 ·
1975/76 ·
1976/77 ·
1977/78 ·
1978/79 ·
1979/80 ·
1980/81 ·
1981/82 ·
1982/83 ·
1983/84 ·
1984/85 ·
1985/86 ·
1986/87 ·
1987/88 ·
1988/89 ·
1989/90 ·
1990/91 ·
1991/92 ·
1992/93 ·
1993/94 ·
1994/95 ·
1995/96 ·
1996/97 ·
1997/98 ·
1998/99 ·
1999/00 ·
2000/01 ·
2001/02 ·
2002/03 ·
2003/04 ·
2004/05 ·
2005/06 ·
2006/07 ·
2007/08 ·
2008/09 ·
2009/10 ·
2010/11 ·
2011/12 ·
2012/13 ·
2013/14 ·
2014/15 ·
2015/16 ·
2016/17 .
2017/18 ·
2018/19 ·
2019/20 ·
2020/21 ·
2021/22 ·
2022/23 ·
2023/24 .
2024/25